# Vector (overbrenger van ziekten)
Een vector is in de biologie een organisme dat ziekteverwekkers of parasieten kan overbrengen van de ene gastheer (dier of plant) naar de andere. De vector is dus niet zelf de veroorzaker van ziekten, maar zorgt dat het ziekmakende organisme wordt overgedragen. De vector hoeft zelf niet geïnfecteerd te worden door deze ziekteverwekkers, maar het kan wel: in dat geval is de vector gastheer of tussengastheer voor de parasiet.
| vector                                  | ziekte                         | verwekker                       | (tussen)gastheer/slachtoffer |
| --------------------------------------- | ------------------------------ | ------------------------------- | ---------------------------- |
| denguemug Aedes aegypti                 | dengue of knokkelkoorts        | flavivirus                      | mens                         |
| teek                                    | Frühsommer-Meningoenzephalitis | Tick-Borne Encephalitis Virus   | mens                         |
| schapenteek Ixodes ricinus              | lymeziekte (borreliose)        | Borrelia burgdorferi            | mens                         |
| rattenvlo                               | builenpest                     | Yersinia pestis                 | mens                         |
| tseetseevlieg Glossina                  | slaapziekte of trypanosomiasis | Trypanosoma gambiense           | mens, vee                    |
| malariamuggen Anopheles                 | malaria                        | Plasmodium falciparum en andere | mens                         |
| kriebelmuggen Simulium                  | onchocerciase                  | Onchocerca volvulus             | mens                         |
| Grote iepenspintkever Scolytus scolytus | iepziekte                      | Ophiostoma ulmi (een schimmel)  | iep                          |